# Groupe volcanique du Klioutchevskoï
Le groupe volcanique du Klioutchevskoï est un massif montagneux situé dans la plaine centrale de la péninsule du Kamtchatka, dans l'Est de la Russie. Il est composé de plusieurs volcans : le Klioutchevskoï qui lui a donné son nom, point culminant du massif avec 4 688 mètres d'altitude, le Bezymianny, le Kamen, le Tolbatchik, l'Ouchkovski, le Zimina et l'Oudina.

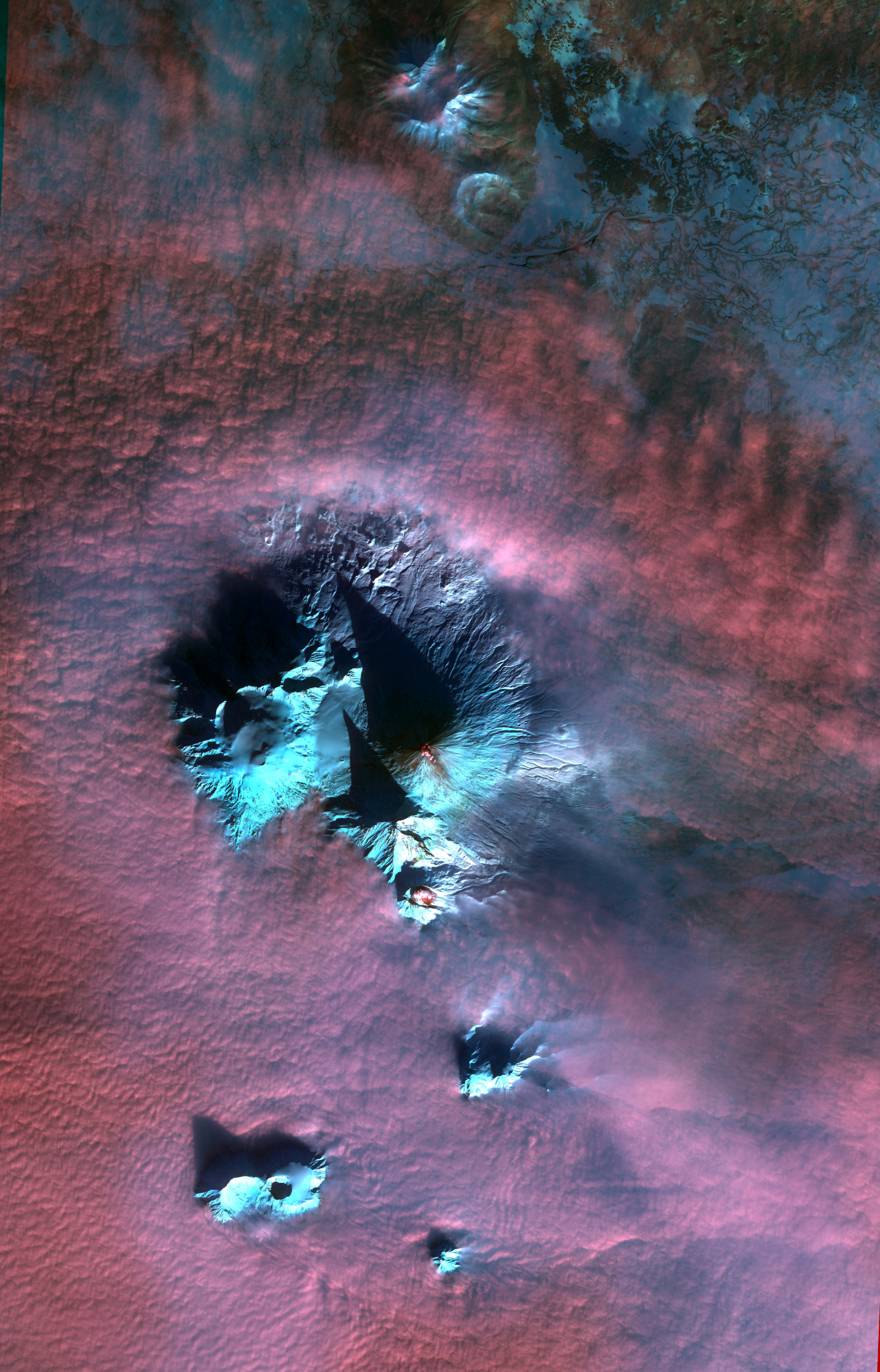
Image satellite du groupe volcanique du Klioutchevskoï émergeant des nuages (moitié inférieure de l'image).